# Silvana Burtini
Silvana Burtini Gerela, née le 10 mai 1969 à Williams Lake, est une joueuse canadienne de soccer évoluant au poste d'attaquant.

## Carrière
Silvana Burtini compte 77 sélections et 38 buts en équipe du Canada entre 1987 et 2003. Elle reçoit sa première sélection le 5 juillet 1987, contre la Suède (défaite 0-2). Elle participe au Tournoi international féminin de 1988 en Chine, où le Canada est quart de finaliste. Elle inscrit son premier but en équipe nationale le 4 août 1993, contre Trinité-et-Tobago (victoire 6-0), lors du championnat féminin de la CONCACAF 1993 ; ce tournoi se conclut sur une troisième place des Canadiennes.
Deuxième du championnat féminin de la CONCACAF 1994 où elle termine meilleure buteuse, elle fait ensuite partie du groupe canadien participant à la Coupe du monde 1995 organisée en Suède. Elle remporte par la suite le championnat féminin de la CONCACAF 1998, où elle est désignée meilleure joueuse du tournoi ; elle est également en 1998 désignée joueuse canadienne de l'année. 
Elle participe ensuite à la Coupe du monde féminine 1999 aux États-Unis, puis termine quatrième de la Gold Cup féminine 2000. Finaliste de la Gold Cup féminine 2002, elle obtient sa dernière sélection sous le maillot canadien lors de la Coupe du monde féminine 2003 organisée aux États-Unis, le 5 octobre 2003, en demi-finale contre la Suède (défaite 1-2).